# Сан-Висенте-ду-Пижейру
Сан-Висенте-ду-Пижейру (порт.  Santo Vicente do Pigeiro) — фрегезия (район) в муниципалитете Эвора  округа Эвора в Португалии. Территория – 84,77 км². Население – 436 жителей. Плотность населения – 5,1 чел/км².